# سقوط دمشق (۲۰۲۴)
در ۷ دسامبر ۲۰۲۴، نیروهای اتاق عملیات جنوبِ اپوزیسیون سوریه از جنوب وارد منطقه ریف دمشق شدند و به ۲۰ کیلومتری (۱۲ مایلی) پایتخت این کشور یعنی دمشق رسیدند. ارتش عربی سوریه از چند نقطه در حومه شهر عقب‌نشینی کرد. همزمان با پیشروی به سمت دمشق، مخالفان یعنی هیئت تحریر شام و ارتش ملی سوریه (مورد حمایت ترکیه) در شمال به حمص حمله کردند، در حالی که ارتش تکاوران انقلاب از جنوب شرقی به سمت پایتخت پیشروی کردند. تا ۸ دسامبر، نیروهای شورشی وارد محله برزه در مجاورت شهر شدند. بر اساس گزارش رسانه‌های روسیه، رئیس‌جمهور بشار اسد دمشق را با هواپیما به مقصد مسکو ترک کرد و در روسیه به او پناهندگی داده شد، که این امر سرنگونی رژیمش را قطعی کرد.

## تسلط مخالفان

### پیشرفت های نظامی
در اواخر سال ۲۰۲۳، نیروهای ضد اسد برنامه‌ریزی برای حمله به حلب را آغاز کردند، اما به دلیل اعتراضات ترکیه به تأخیر افتاد. رئیس‌جمهور ترکیه، رجب طیب اردوغان، تلاش کرد مذاکراتی با دولت اسد برای تعیین آینده سوریه آغاز کند، اما پاسخ منفی دریافت کرد. این وضعیت به تعویق افتادن عملیات نظامی در حلب منجر شد.
در ۷ دسامبر ۲۰۲۴، نیروهای مخالف به طور کامل کنترل شهر حمص را به دست گرفتند. این تسخیر پس از حدود بیست و چهار ساعت درگیری نظامی متمرکز اتفاق افتاد. سقوط سریع دفاع‌های دولتی منجر به عقب‌نشینی نیروهای امنیتی شد که در طول عقب‌نشینی اسناد حساس را نابود کردند. تسخیر حمص به نیروهای شورشی کنترل بر زیرساخت‌های حمل‌ونقل حیاتی، به ویژه تقاطع بزرگراهی که دمشق را به منطقه ساحلی علوی‌ها که پایگاه حمایت اسد و پایگاه‌های نظامی روسیه در آنجا قرار دارد، اعطا کرد.
این پیشرفت نظامی به شورشیان اجازه داد تا کنترل خود را بر نقاط استراتژیک و مسیرهای ارتباطی حیاتی در سوریه گسترش دهند. نیروهای شورشی همچنین موفق به تصرف چندین پایگاه نظامی مهم و تجهیزات نظامی شدند که به تقویت موقعیت نظامی آنها کمک کرد.
این تصرف‌ها شامل پایگاه‌هایی با تجهیزات پیشرفته و انبارهای اسلحه بود که به افزایش ظرفیت نظامی شورشیان کمک شایانی کرد. همچنین کنترل بر نقاط استراتژیک و مسیرهای اصلی ارتباطی، به آنها اجازه داد تا حرکت نیروها و تدارکات را بهبود بخشند، و به تسهیل عملیات نظامی آینده کمک کنند.

### واکنش‌ها و استراتژی‌های دفاعی
با توجه به پیشروی‌های شورشیان در سوریه، رژیم اسد مجبور به تجدید نظر در استراتژی‌های دفاعی خود شد. دولت اسد تلاش کرد تا نیروهای خود را در مناطق استراتژیک متمرکز کند و خطوط دفاعی خود را تقویت نماید.علاوه بر این، نیروهای دولتی با استفاده از تجهیزات و کمک‌های نظامی از حامیان خارجی، تلاش کردند تا پیشروی شورشیان را متوقف کنند.
برای مقابله با فشارهای نظامی، رژیم اسد همچنین به مذاکرات دیپلماتیک با متحدان خود مانند ایران و روسیه متوسل شد تا حمایت‌های بیشتری دریافت کند. این حمایت‌ها شامل ارسال تجهیزات نظامی، نیروهای مشاور و کمک‌های مالی بود که به رژیم اسد اجازه داد تا مقاومت خود را در برابر شورشیان افزایش دهد.
از سوی دیگر، رژیم اسد با افزایش فشارهای داخلی ناشی از وضعیت اقتصادی وخیم و اعتراضات مردمی نیز مواجه بود. افزایش نرخ بیکاری، کمبود منابع اساسی و تخریب زیرساخت‌ها به نارضایتی عمومی دامن زد و اعتراضات را در شهرهای مختلف سوریه تشدید کرد.
این وضعیت باعث شد که رژیم اسد به سیاست‌های سخت‌گیرانه‌تری برای سرکوب اعتراضات و کنترل اوضاع روی آورد. نیروهای امنیتی با استفاده از زور و دستگیری معترضان، تلاش کردند تا ناآرامی‌ها را مهار کنند. با این حال، این اقدامات تنها منجر به افزایش تنش‌ها و تقویت مقاومت مردمی شد.
این وضعیت باعث شد که رژیم اسد به سیاست‌های سخت‌گیرانه‌تری برای سرکوب اعتراضات و کنترل اوضاع روی آورد. نیروهای امنیتی با استفاده از زور و دستگیری معترضان، تلاش کردند تا ناآرامی‌ها را مهار کنند. با این حال، این اقدامات تنها منجر به افزایش تنش‌ها و تقویت مقاومت مردمی شد.
در حالی که وضعیت اقتصادی وخیم‌تر می‌شد و اعتراضات مردمی ادامه می‌یافت، جامعه بین‌المللی به شدت نگران وضعیت انسانی و نقض حقوق بشر در سوریه شد. سازمان‌های حقوق بشری و بین‌المللی خواستار توقف فوری درگیری‌ها و دسترسی به کمک‌های انسانی برای مردم سوریه شدند. همچنین، شورای امنیت سازمان ملل متحد جلساتی را برای بررسی و پیگیری وضعیت سوریه برگزار کرد و قطعنامه‌هایی را برای اعمال فشار به رژیم اسد تصویب نمود.
در این میان، نقش ایران و روسیه به عنوان حامیان اصلی رژیم اسد برجسته‌تر شد. این دو کشور با ارائه حمایت‌های نظامی و اقتصادی، تلاش کردند تا رژیم اسد را در مقابل فشارهای داخلی و بین‌المللی تقویت کنند. این حمایت‌ها شامل ارسال تسلیحات، نیروهای مشاور نظامی و کمک‌های مالی بود که به رژیم اسد اجازه داد تا مقاومت خود را در برابر شورشیان و اعتراضات مردمی افزایش دهد.
با ادامه درگیری‌ها و بحران‌های انسانی، وضعیت سوریه به یکی از پیچیده‌ترین و بحرانی‌ترین مسائل بین‌المللی تبدیل شد. تلاش‌های دیپلماتیک برای یافتن راه‌حل‌های صلح‌آمیز و پایان دادن به خشونت‌ها ادامه یافت، اما تا به امروز نتیجه‌ای ملموس حاصل نشده است. جامعه بین‌المللی همچنان به دنبال راهکارهایی است تا بتواند به مردم سوریه کمک کند و از بحران‌های بیشتر جلوگیری نماید.